# 臺中市第三市場
24°08′00″N 120°40′59″E / 24.133364°N 120.683051°E

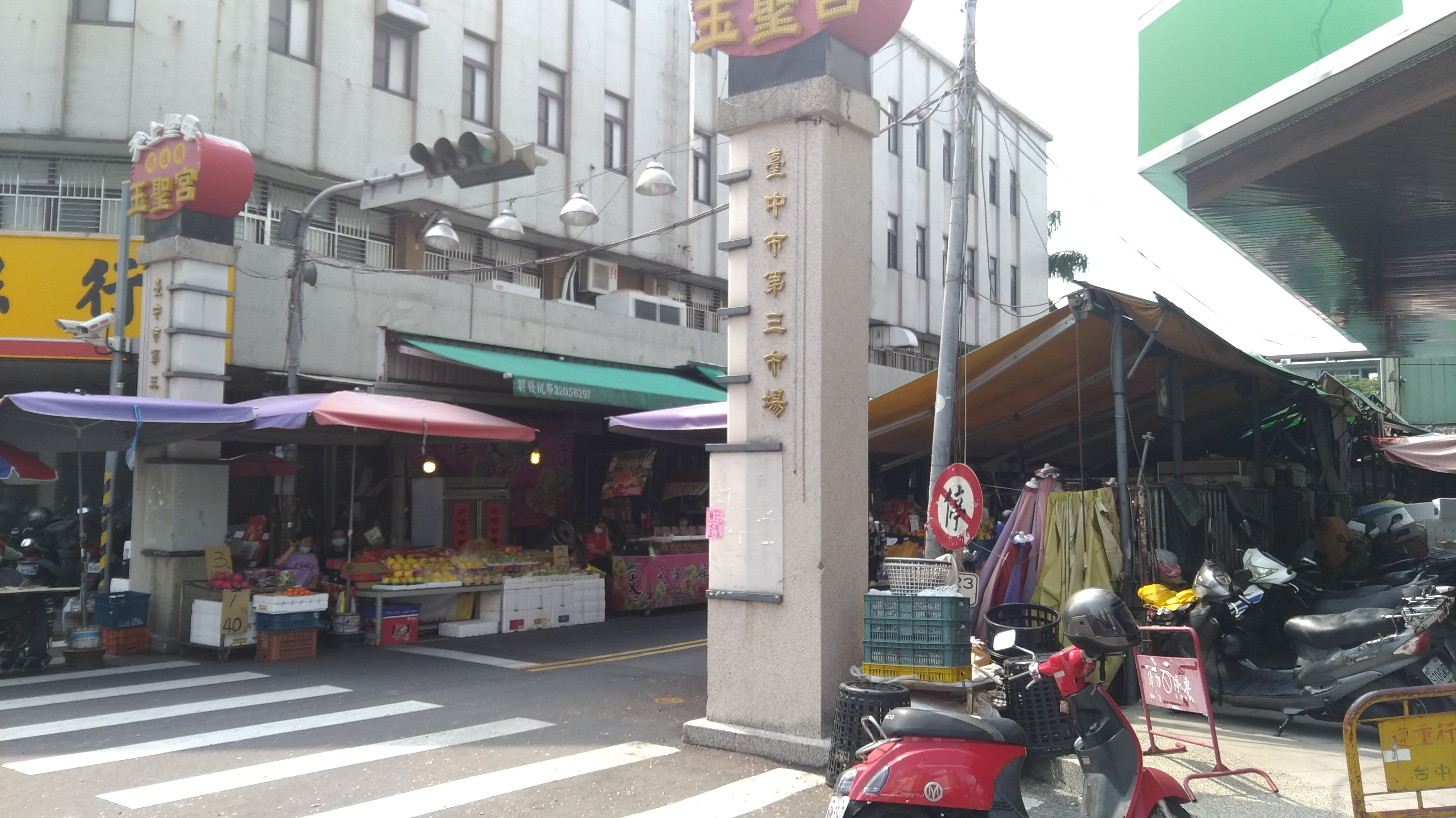
臺中市第三市場入口

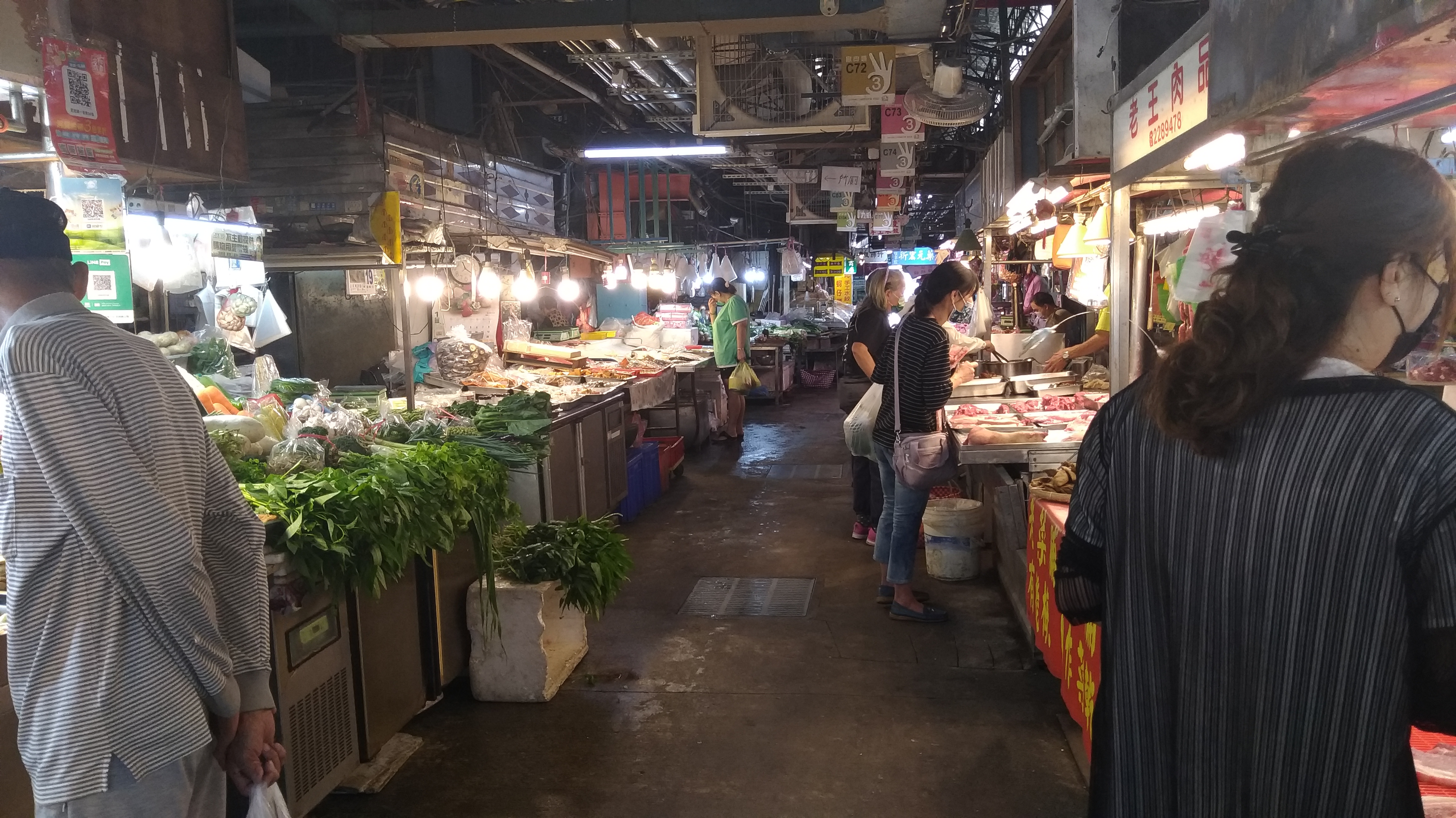
臺中市第三市場內一景

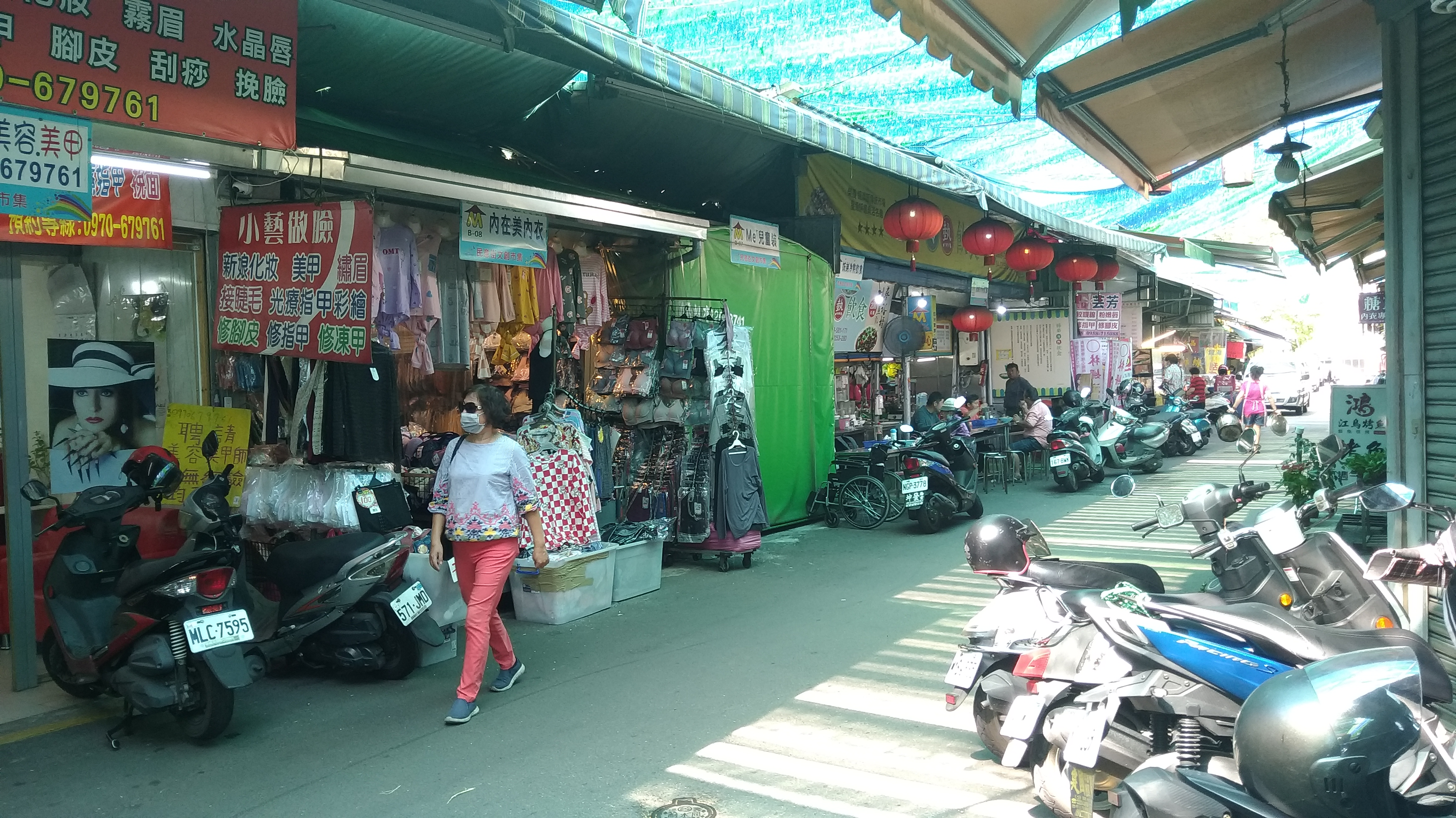
臺中市第三市場內一景

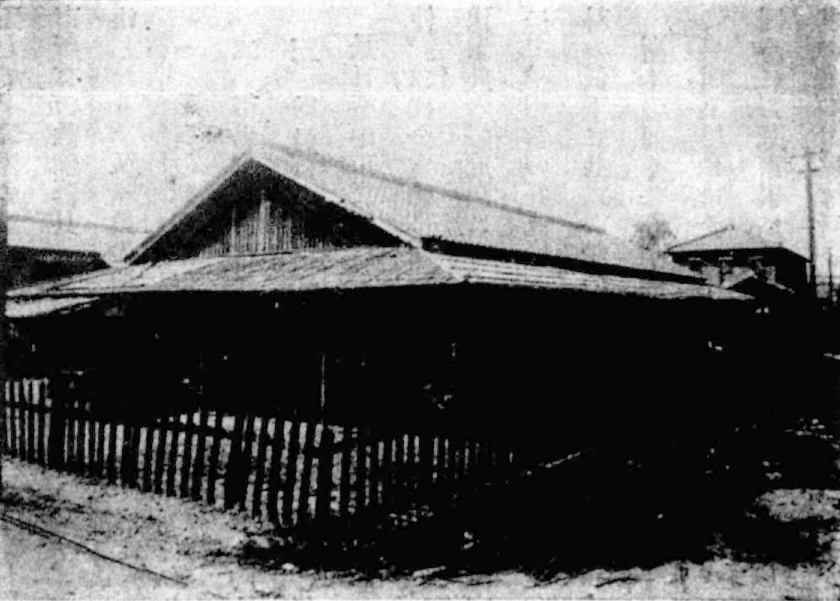
敷島町消費市場本館

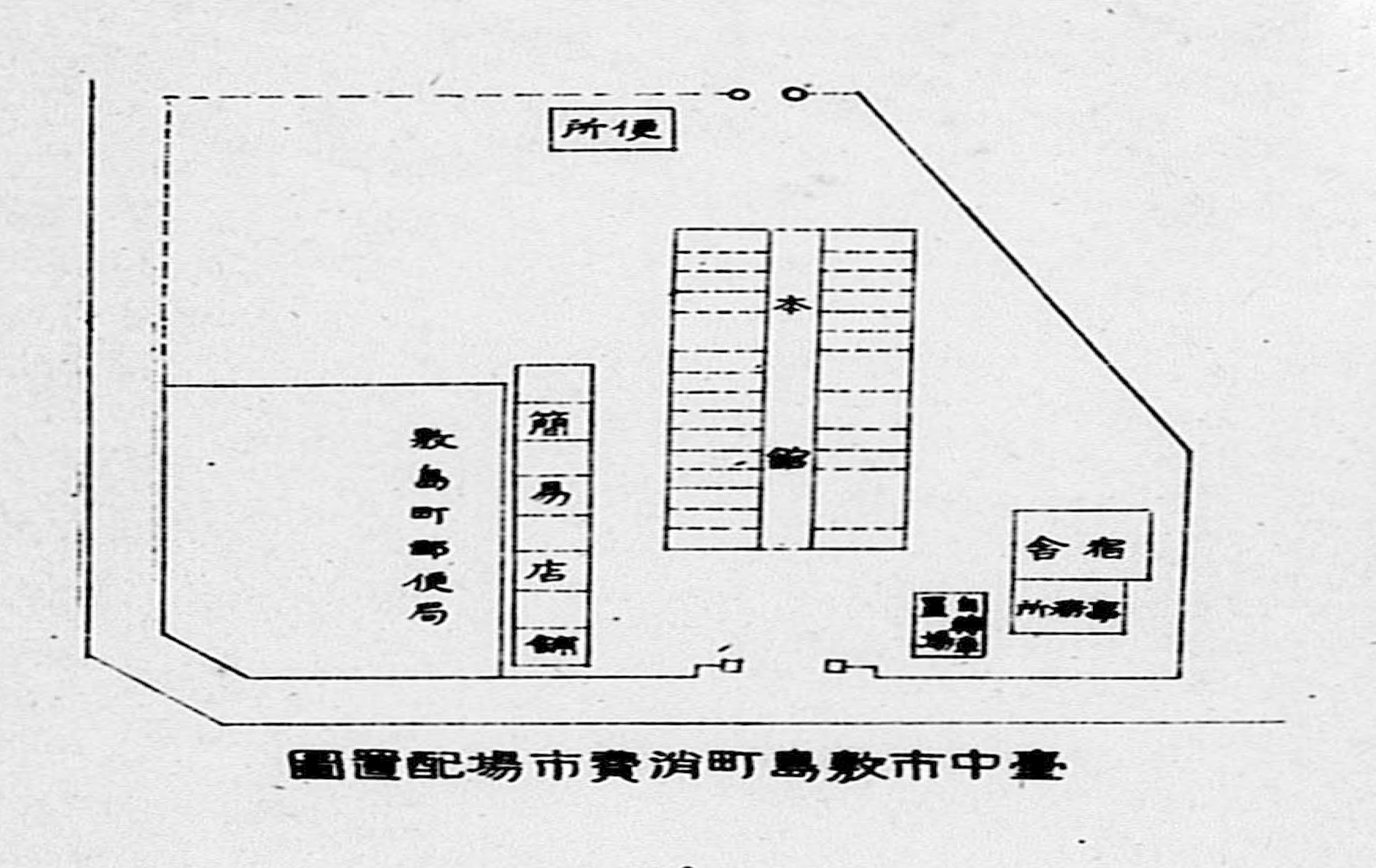
臺中市敷島町消費市場平面圖

臺中市第三市場，簡稱第三市場，位於台中市南區，原為臺灣日治時期建於台中市敷島町的第三座新式傳統市場。其歷史可追溯至1922年開設的櫻町消費市場，1932年才移至現在位置。

## 介紹
臺中市第三消費市場最初於1922年11月開設在台中市櫻町一丁目，也稱為櫻町消費市場，後來在1928年轉移至同町他處。當時的臺中車站後站地區逐漸發展，而產生了市場購物的需求，雖然櫻町即位在敷島町東側，但距離仍嫌稍遠，於是在1932年5月移至了在敷島町的位置，便改稱為敷島町消費市場，為戰前在後站地區唯一的消費市場。敷島町市場的本館具切妻造屋頂，以及紅磚砌成的山牆，山牆有當時的台中市徽，而建築至今仍保存完好。1938年中的平均入場人數為2,800人。
1947年，在市場內建了玉聖宮。1959年，增建50個臨時攤位。1974年，再增設126個臨時攤位。